# La Vamp et le Normalien
La Vamp et le Normalien est une nouvelle de Marcel Aymé, parue aux Éditions La Parade à Fontainebleau en 1949.

## Historique
La Vamp et le Normalien paraît d'abord aux Éditions La Parade à Fontainebleau en 1949, puis dans En arrière, le dernier recueil de nouvelles publié du vivant de l'auteur,  en 1950.

## Résumé
Rue Caulaincourt, Eva Grobureau, « une pineupe-gueurle jambée et torsée », touchée par l'amour d'un garçon boucher sortant de Normale supérieure, entame sa rédemption...